# Lauro Gazzolo
Lauro Gazzolo, all'anagrafe Ilario Gazzolo (Nervi, 15 ottobre 1900 – Roma, 2 ottobre 1970), è stato un attore e doppiatore italiano.
Era padre degli attori Nando e Virginio Gazzolo.

## Biografia

### Cinema
Nato a Nervi, allora un comune autonomo rispetto a Genova, dopo essersi diplomato all'Istituto Nautico, cominciò a frequentare il teatro popolare genovese lavorando come attore dialettale e, successivamente, in compagnie di importanza nazionale, esordì nel cinema in età matura nel 1938 e proseguì la carriera interpretando moltissimi ruoli da caratterista dal dopoguerra fino agli anni sessanta.
Il suo volto spigoloso, il naso pronunciato e la voce gracchiante ne fecero una figura immediatamente riconoscibile, utilizzata da molti registi in un cliché di personaggio invadente, saccente e curioso, che si ripeté in svariate pellicole dal drammatico alla commedia brillante, dal sentimentale al film in costume. Non recitò mai da protagonista, salvo l'eccezione de La pantera nera di Domenico Gambino, in cui interpreta il ruolo di un ispettore di polizia che indaga su due delitti avvenuti in un locale notturno.
Tra i ruoli da lui interpretati sono da ricordare quello del Trinca in La cena delle beffe (1942) e quello del controllore pignolo in 4 passi fra le nuvole (1942), entrambi diretti da Alessandro Blasetti, quello del comprensivo padre della studentessa in Domani è troppo tardi di Léonide Moguy e quello dell'incisore della Zecca che, in punto di morte, rivela a Totò un interessante segreto in La banda degli onesti (1956) di Camillo Mastrocinque.

### Doppiaggio

Lauro Gazzolo durante una sessione di doppiaggio nel 1951

Contemporaneamente si dedicò al doppiaggio come componente della C.D.C. (Cooperativa Doppiatori Cinematografici), prestando la voce a numerosi attori quali Gary Cooper in La conquista del West (1936) di Cecil B. DeMille (1936), Peter Lorre in Casablanca (1942), Charlie Chaplin in Monsieur Verdoux (1947), Spencer Tracy in Il vecchio e il mare (1958).
Si specializzò prestando voce ai vecchietti dei film western, in particolare all'attore Walter Brennan, che doppiò in numerose interpretazioni, tra tutte quelle in Sfida infernale (1946) e in Un dollaro d'onore (1959).
Prestò la sua voce anche all'attore Joseph Egger nei primi due film della Trilogia del dollaro di Sergio Leone: Per un pugno di dollari (1964) e Per qualche dollaro in più (1965).
Doppiò anche i seguenti personaggi di Walt Disney: Mammolo in Biancaneve e i sette nani (doppiaggio del 1938), Jim o Dandy Corvo in Dumbo - L'elefante volante, Bianconiglio in Alice nel paese delle meraviglie (1951), il cane Whisky in Lilli e il vagabondo (doppiaggio del 1955 che ritroviamo nel DVD del 2006 nonostante il film sia stato ridoppiato nel 1997), il barboncino ne La carica dei cento e uno, il gufo Anacleto ne La spada nella roccia, il coniglio Tappo in Winny-Puh l'orsetto goloso e Troppo vento per Winny-Puh e l'Amico Gufo in Bambi nella riedizione del 1968.
Per quanto riguarda i film Disney non di animazione, Gazzolo interpretò Mr. Dawes figlio (Arthur Malet) in Mary Poppins e molti altri personaggi.
Con il collega Carlo Romano doppiò inoltre quasi tutta la serie di film di Gianni e Pinotto: Gazzolo creò la voce di Gianni (Bud Abbott), Romano quella di Pinotto (Lou Costello).
Nel corso della lunga carriera, lavorò anche alla radio e in televisione prendendo parte ad alcuni sceneggiati, tra cui va ricordato Il caso Maurizius (1961), diretto da Anton Giulio Majano.

### Morte
Morì il 2 ottobre 1970, all'età di 69 anni.

## Vita privata
Ebbe due figli, Nando e Virginio, nati da due differenti matrimoni; entrambi seguirono le sue orme lavorando come attori (il primo soprattutto in televisione, il secondo specialmente in teatro) e doppiatori.

## Filmografia parziale

Lauro Gazzolo, con Enrico Viarisio e Gino Cervi nel film 4 passi fra le nuvole (1942)

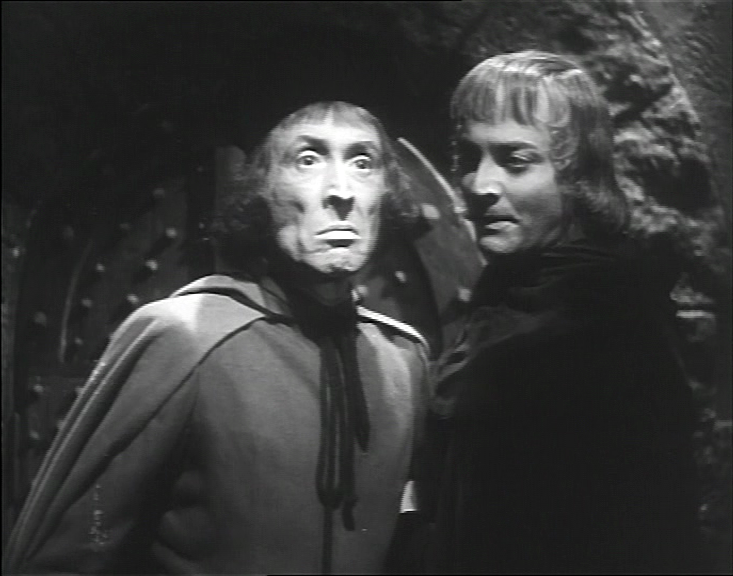
Lauro Gazzolo, a sinistra, insieme a Osvaldo Valenti nel film La cena delle beffe (1942)

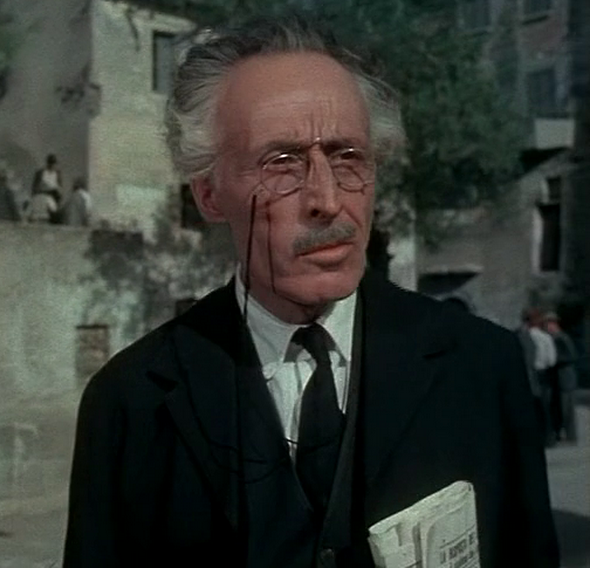
Lauro Gazzolo in Amori di mezzo secolo (1954)

- Ai vostri ordini, signora..., regia di Mario Mattoli (1938)
- Duetto vagabondo, regia di Guglielmo Giannini (1938)
- Cose dell'altro mondo, regia di Nunzio Malasomma (1939)
- Montevergine, regia di Carlo Campogalliani (1939)
- Il documento, regia di Mario Camerini (1939)
- Assenza ingiustificata, regia di Max Neufeld (1939)
- Io, suo padre, regia di Mario Bonnard (1939)
- Scandalo per bene, regia di Esodo Pratelli (1940)
- Melodie eterne, regia di Carmine Gallone (1940)
- Il segreto di Villa Paradiso, regia di Domenico Gambino (1940)
- Oltre l'amore, regia di Carmine Gallone (1940)
- Leggenda azzurra, regia di Giuseppe Guarino (1940)
- Mare, regia di Mario Baffico (1940)
- Centomila dollari, regia di Mario Camerini (1940)
- L'ispettore Vargas, regia di Gianni Franciolini (1940)
- Con le donne non si scherza, regia di Giorgio Simonelli (1941)
- L'attore scomparso, regia di Luigi Zampa (1941)
- La pantera nera, regia di Domenico Gambino (1942)
- La bisbetica domata, regia di Ferdinando Maria Poggioli (1942)
- La cena delle beffe, regia di Alessandro Blasetti (1942)
- Giungla, regia di Nunzio Malasomma (1942)
- La Gorgona, regia di Guido Brignone (1942)
- 4 passi fra le nuvole, regia di Alessandro Blasetti (1942)
- Fari nella nebbia, regia di Gianni Franciolini (1942)
- Soltanto un bacio, regia di Giorgio Simonelli (1942)
- Incontri di notte, regia di Nunzio Malasomma (1943)
- Accadde a Damasco, regia di Primo Zeglio (1943)
- L'ultima carrozzella, regia di Mario Mattoli (1943)
- Cortocircuito, regia di Giacomo Gentilomo (1943)
- Vietato ai minorenni, regia di Mario Massa (1944)
- L'innocente Casimiro, regia di Carlo Campogalliani (1945)
- Abbasso la miseria!, regia di Gennaro Righelli (1945)
- Le modelle di via Margutta, regia di Giuseppe Maria Scotese (1945)
- Biraghin, regia di Carmine Gallone (1946)
- Abbasso la ricchezza!, regia di Gennaro Righelli (1946)
- Preludio d'amore, regia di Giovanni Paolucci (1946)
- Il mondo vuole così, regia di Giorgio Bianchi (1946)
- Vogliamoci bene!, regia di Paolo William Tamburella (1949)
- Prima comunione, regia di Alessandro Blasetti (1950)
- Alina, regia di Giorgio Pàstina (1950)
- Sambo, regia di Paolo William Tamburella (1950)
- Strano appuntamento, regia di Dezső Ákos Hamza (1950)
- Domani è troppo tardi, regia di Léonide Moguy (1950)
- Bellezze a Capri, regia di Luigi Capuano e Adelchi Bianchi (1951)
- Fiamme sulla laguna, regia di Giuseppe Maria Scotese (1951)
- Canzone di primavera, regia di Mario Costa (1951)
- Ha da venì... don Calogero, regia di Vittorio Vassarotti (1951)
- Il tallone d'Achille, regia di Mario Amendola e Ruggero Maccari (1952)
- La donna che inventò l'amore, regia di Ferruccio Cerio (1952)
- Il romanzo della mia vita, regia di Lionello De Felice (1952)
- La figlia del diavolo, regia di Primo Zeglio (1952)
- La colpa di una madre, regia di Carlo Duse (1952)
- Sul ponte dei sospiri, regia di Antonio Leonviola (1953)
- Riscatto, regia di Marino Girolami (1953)
- Amanti del passato, regia di Adelchi Bianchi (1953)
- Amori di mezzo secolo, registi vari (1954)
- Casa Ricordi, regia di Carmine Gallone (1954)
- Casta Diva, regia di Carmine Gallone (1954)
- Pellegrini d'amore, regia di Andrea Forzano (1954)
- Questa è la vita, regia di Giorgio Pàstina, Mario Soldati, Luigi Zampa, Aldo Fabrizi (1954)
- La ladra, regia di Mario Bonnard (1955)
- I miliardari, regia di Guido Malatesta (1956)
- La banda degli onesti, regia di Camillo Mastrocinque (1956)
- Incatenata dal destino, regia di Enzo Di Gianni (1956)
- I giorni dell'amore (Goha), regia di Jacques Baratier (1958)
- Psicanalista per signora (Le confident de ces dames), regia di Jean Boyer (1959)
- Avventura in città, regia di Roberto Savarese (1959)
- Costantino il Grande, regia di Lionello De Felice (1961)
- Un figlio d'oggi, regia di Marino Girolami e Domenico Graziano (1961)
- Un marito in condominio, regia di Angelo Dorigo (1963)
- La cintura di castità, regia di Pasquale Festa Campanile (1967) – ruolo tagliato al montaggio

## Prosa radiofonica Eiar
- Rinascita, commedia di Ferruccio Cerio, regia di Aldo Silvani, trasmessa il 7 gennaio 1937.

## Prosa radiofonica Rai
- Una storia americana di E. Canneti, regia di Anton Giulio Majano, trasmessa il 11 giugno 1949.
- Displaced persons di Vito Blasi, regia di Franco Rossi, trasmesso nel 1951.
- I giorni della vita di William Saroyan, regia di Marco Visconti, trasmessa il 7 febbraio 1955.
- Le dame e gli ussari di Aleksander Fredro, regia di Pietro Masserano Taricco, trasmesso il 5 ottobre 1955.
- Prova generale, radiocommedia di Lina Wertmüller e Paolo Spinola, regia di Nino Meloni, trasmessa il 14 gennaio 1956.
- Il ritorno dalla villeggiatura di Carlo Goldoni, regia di Guglielmo Morandi (1957)
- Le avventure della villeggiatura di Carlo Goldoni, regia di Guglielmo Morandi, trasmessa il 16 gennaio 1961.
- Il cuore che cambia di Richard Beynon, regia di Claudio Fino, trasmessa il 28 ottobre 1963.

## Prosa televisiva Rai
- Il lupo, regia di Guglielmo Morandi, trasmessa il 2 febbraio 1956.
- Lo sbaglio di essere vivo, regia di Alberto Gagliardelli, trasmessa il 16 marzo 1956.
- Il serpente a sonagli, regia di Anton Giulio Majano, trasmessa il 19 ottobre 1956.
- La foresta pietrificata, regia di Carlo Ludovico Bragaglia, trasmessa il 15 febbraio 1957.

## Doppiaggio

### Cinema
- Bud Abbott in Gianni e Pinotto reclute, Allegri naviganti, L'inafferrabile spettro, Razzi volanti, Gianni e Pinotto tra i cowboys, Rio Rita, Gli eroi dell'isola, Gianni e Pinotto detectives, Avventura in montagna, Gianni e Pinotto in società, Sperduti nell'harem, Gianni e Pinotto fra le educande, L'arca di Noè, Gianni e Pinotto a Hollywood, Il piccolo gigante, Se ci sei batti due colpi, Addio all'esercito, La vedova pericolosa, Il cervello di Frankenstein, Gianni e Pinotto contro i gangsters, Corrida messicana, Gianni e Pinotto e l'assassino misterioso, Gianni e Pinotto nella legione straniera, Gianni e Pinotto contro l'uomo invisibile, Il giardino incantato, Gianni e Pinotto al Polo Nord, Kidd il pirata, Viaggio al pianeta Venere, Gianni e Pinotto banditi col botto

- Walter Brennan in Le avventure di Tom Sawyer, Armonie di gioventù, Passaggio a Nord-Ovest, Il sergente York (ridoppiaggio), Forzate il blocco, Anche i boia muoiono, Una ragazza per bene, Arriva John Doe, Dakota, La fortuna è bionda, Il grande agguato, L'idolo delle folle, Due donne e un purosangue, Sfida infernale (ridoppiaggio), Il fiume rosso, Il diavolo nella carne, La figlia dello sceriffo, Il figlio del Texas, I desperados della frontiera, Prigionieri della palude, Giorno maledetto, Terra lontana, La strada dell'oro, Un dollaro d'onore, La conquista del West

- Robert Keith in 14ª ora, Di fronte all'uragano, Tu sei il mio destino, Amami o lasciami, Bulli e pupe, Come le foglie al vento, Uomini in guerra, Cordura, Cimarron, Questo mio folle cuore, I diavoli del Pacifico, L'impareggiabile Godfrey, Il marchio di sangue, Il ricatto più vile, La squadra infernale

- Gabby Hayes in L'agguato, La belva umana, La strage di Alamo, El Paso, Frontiere selvagge, Romanzo del West, La saga dei pionieri, Sotto i cieli dell'Arizona (riedizione), Lo sceriffo di Mesa Grande (riedizione), Terra nera, I volontari del Texas, Gli avvoltoi, Il ponte dei senza paura, La terra dei senza legge

- William Demarest in La corsa della morte, Annibale e la vestale, L'assedio delle sette frecce, La baia dell'inferno, Bill sei grande!, I corsari del grande fiume, I due capitani, La gioia della vita, La guerra privata del maggiore Benson, Lucy Gallant, Nebbia sulla Manica, Sangue e metallo giallo, L'urlo della foresta

- Barry Fitzgerald in Il lupo dei mari, Dieci piccoli indiani, La città nuda, L'ultima preda, Un uomo tranquillo, Pranzo di nozze, Benvenuto straniero!, Filibustieri in gonnella, La pietra dello scandalo, Rivista di stelle, Le rocce d'argento

- Sam Jaffe in Il 13 non risponde, Barriera invisibile, Delitto senza peccato, La corda di sabbia, Giungla d'asfalto, La conquistatrice, Ultimatum alla Terra, Ben-Hur
- Peter Lorre in Sesta colonna, Casablanca, I cospiratori, Ho baciato una stella, L'idolo cinese, L'angelo nero, Incatenata, Il marmittone
- Alan Napier in Il prigioniero del terrore, Casa mia, Doppio gioco, Il cacciatore del Missouri, Marijuana, Giulio Cesare, Il covo dei contrabbandieri, Batman

- Jay C. Flippen in Là dove scende il fiume, L'uomo senza paura, Mezzanotte a San Francisco, Ad est di Sumatra, La carovana del luna park, Passaggio di notte, La rapina del secolo
- Everett Sloane in La signora di Shanghai, A casa dopo l'uragano, I giganti uccidono, Il grande coltello, Lassù qualcuno mi ama, Il principe ladro, Vertigine

- John Carradine in Johnny Guitar, Il giullare del re, La vera storia di Jess il bandito, Il grande sentiero, Il giardino di Allah, La grande missione
- James Gleason in L'inafferrabile signor Jordan, Joe il pilota, La fortuna si diverte, Gangsters in agguato, La morte corre sul fiume, L'ultimo urrà

- Joseph Calleia in Il conquistatore del Messico, La croce di Lorena, L'infernale Quinlan, Il pirata yankee, Selvaggio è il vento
- Fernandel[2] in 90... la paura, Fernandel, scopa e pennel, Arriva Fra' Cristoforo..., Paris Holiday, Psicanalista per signora
- John Hoyt in Forza bruta, Désirée, Rommel, la volpe del deserto, La maschera di porpora, Banditi senza mitra
- Charles Ruggles in Un colpo di vento, Un matrimonio ideale, Una notte movimentata, Il piacere della sua compagnia, Professore a tuttogas

- Felix Bressart in Ninotchka, Corrispondente X, Fiori nella polvere, Tra le nevi sarò tua
- Eduardo Ciannelli in Vacanze pericolose, Omertà, Mambo, La collina degli stivali
- Wilfrid Hyde-White in Addio Mr. Harris, Controspionaggio, L'arciere del re, Ada Dallas
- Henry Hull in Una pallottola per Roy, Prigionieri dell'oceano, Obiettivo Burma!, I bucanieri
- Millard Mitchell in Cielo di fuoco, Winchester '73, Romantico avventuriero, Il comandante Johnny
- J. Carrol Naish in Beau Geste, Le giubbe rosse del Saskatchewan, Sabato tragico, La valle dei bruti
- Carlo Pisacane in La sceriffa, La tigre dei sette mari, Maciste il gladiatore più forte del mondo, L'ira di Dio
- Ian Wolfe in Gli amanti del sogno, Un posto al sole, Sette spose per sette fratelli, La casa dei nostri sogni

- Pinuccio Ardia in Preparati la bara!, Little Rita nel West, 10.000 dollari per un massacro
- Julien Carette in Turno di notte, Signori, in carrozza!, Polikuska
- Leo G. Carroll in Il conte di Essex, Non siamo angeli, Tarantola
- Russell Collins in Niagara; Pioggia, Duello nell'Atlantico
- Joseph Egger in Per un pugno di dollari, Per qualche dollaro in più, I Gringos non perdonano
- Walter Hampden in La storia del generale Custer, Sombrero, Sabrina
- Paul Kelly in Il romanzo di Thelma Jordon, Bolide rosso, Quelli della Virginia
- Miles Malleson in La furia dei Baskerville, Assassinio a bordo, Dracula il vampiro
- Victor Moore in Follie d'inverno, Matrimoni a sorpresa, Quando la moglie è in vacanza
- Erich Nikowitz in La principessa Sissi, Sissi - La giovane imperatrice, Sissi - Destino di una imperatrice
- Henry Travers in Le campane di Santa Maria, Il cucciolo, La signora Miniver
- H.B. Warner in Orizzonte perduto, Uno scozzese alla corte del Gran Kan, La vita è meravigliosa
- John Williams in Bagliori ad Oriente, Caccia al ladro, Operazione Normandia

- Rodolfo Acosta in Dan il terribile
- Florenz Ames in Viva Zapata!
- Morris Ankrum in Vera Cruz, Assalto al cielo
- Jim Backus in L'ultima minaccia
- Irving Bacon in Abbandonata in viaggio di nozze
- Jacques Baumer in La bella brigata
- Don Beddoe in Texas oltre il fiume
- Leon Belasco in Una notte sui tetti
- Richard Bennett in Se avessi un milione
- Charles Bickford in È nata una stella, Corte marziale
- Bourvil in Fate largo ai moschettieri!
- Wilfrid Brambell in I figli del capitano Grant
- William Brisbane in Un povero milionario
- Harry Brogan in Il fronte della violenza
- John Brown in Il selvaggio
- Willis Bouchey in I ponti di Toko-Ri
- Raymond Bussières in Casco d'oro, I moschettieri del mare
- James Cagney in La nave matta di Mister Roberts
- Roberto Camardiel in Johnny West il mancino
- Walter Catlett in Giacomo il bello
- Michail Čechov in Io ti salverò
- Charlie Chaplin in Monsieur Verdoux
- Francis Claude in Le armi della vendetta
- Charles Coburn in Il giro del mondo in 80 giorni
- Francis Compton in Testimone d'accusa
- Gary Cooper in La conquista del West
- Jeff Corey in L'avamposto degli uomini perduti
- Robert Coote in Scaramouche
- Hume Cronyn in La gente mormora
- Howard Da Silva in Giorni perduti, Il grande Gatsby
- Jean Dasté in La grande illusione
- George Davis in Incontro a Parigi
- Anthony Dawson in Il delitto perfetto
- Louis de Funès in I tartassati, I fortunati
- Édouard Delmont in Il ritorno di don Camillo
- John Dierkes in Furia bianca
- Albert Dinan in Il dado è tratto
- Robert Donat in Addio, Mr. Chips!
- Robert Douglas in Buongiorno, Miss Dove
- Jacques Dumesnil in Miss spogliarello
- Jimmy Durante in Accadde a Brooklyn
- Frédéric Duvallès in La legge del più furbo
- Karl Ehmann in 1º aprile 2000!
- Edward Ellis in Io sono un evaso
- Max Elloy in Atollo K
- Charles Fawcett in La capanna dello zio Tom
- Frank Faylen in Azzardo, Pietà per i giusti
- William Forrest in Piombo rovente
- Kamatari Fujiwara in I sette samurai
- Antonio Gandía in I due violenti
- Félix Fernández García in Il maestro...
- Martin Garralaga in Furia selvaggia - Billy Kid
- Larry Gates in Il capitalista
- René Génin in Colpo grosso a Parigi
- Gilberto González in Il piccolo fuorilegge
- C. Henry Gordon in La carica dei seicento
- Walter Gotell in Kasim, furia dell'India
- Charley Grapewin in Furore, La via del tabacco
- Alec Guinness in Le avventure di Oliver Twist, Sangue blu (nel ruolo del parroco)
- Manuel Guitián in Gringo, getta il fucile!
- Porter Hall in Singapore
- Charles Halton in Vogliamo vivere!
- Edward Everett Horton in Arsenico e vecchi merletti, Una donna in gabbia
- Olin Howland in La ribelle del Sud
- Peter Illing in Zarak Khan
- Valéry Inkijinoff in Michele Strogoff, La tigre di Eschnapur
- Lionel Jeffries in Dottore a spasso
- Barry Jones in Frida, l'amante straniera
- Robert Emmett Keane in Atomicofollia
- Larry Keating in Papà Gambalunga
- James Kirkwood in Il sole splende alto
- Esmond Knight in Amleto
- Otto Kruger in Magnifica ossessione, Il colosso di New York
- Pierre Larquey in L'assassino abita al 21, Assassinio sulla Costa Azzurra
- John Laurie in Enrico V
- Fernand Ledoux in Il giorno più lungo
- Frederick Leister in Il corsaro dell'isola verde, I perversi
- Henri Letondal in Uomini alla ventura
- Gene Lockhart in Quel meraviglioso desiderio, La superba creola
- Manuel Luna in Il segreto di Cristoforo Colombo
- J. Farrell MacDonald in Fuga d'amore
- Arthur Malet in Mary Poppins
- Peter Mamakos in La città sommersa
- Miles Mander in Il ritratto di Dorian Gray
- E.G. Marshall in La mano sinistra di Dio
- Tully Marshall in L'ultima carovana
- Raymond Massey in Vento selvaggio, Prima dell'uragano
- Lester Matthews in Contro tutte le bandiere
- Francis McDonald in Giubbe rosse
- Paul McGrath in Un volto nella folla
- Quentin McPhearson in L'avventura di Mr. Bliss
- Jean Mercure in La spada e la rosa
- Burgess Meredith in I forzati della gloria
- Bernard Miles in Arrivò l'alba, L'uomo che sapeva troppo
- James Millican in Furia indiana
- André Morell in Il ponte sul fiume Kwai
- Arnold Moss in Gli amori di Carmen
- Leonard Mudie in Follia, Foglie d'autunno
- Herbert Mundin in La tragedia del Bounty, Messaggio segreto
- Paul Muni in L'eterna armonia
- Burt Mustin in Il temerario
- Laurence Naismith in Mogambo
- Hal Osmond in Robin Hood e i compagni della foresta
- Lynne Overman in La via dei giganti
- Robert Ozanne in La bella brigata
- Jack Palance in Okinawa, L'uomo solitario
- Hartley Power in Vacanze romane
- Claude Rains in La più grande storia mai raccontata
- Francisco Reiguera in Viva Maria!
- Stanley Ridges in Il terzo delitto
- Edward G. Robinson in L'ultimo gangster (ridoppiaggio), La fiamma del peccato
- Noël Roquevert in Sexy Girl
- Basil Ruysdael in Le avventure di Davy Crockett, Soldati a cavallo
- Walter Sande in Il giorno della vendetta
- Reinhold Schünzel in Notorious - L'amante perduta
- Tonio Selwart in La maja desnuda
- Arthur Shields in La rivolta degli Apaches, La figlia del dr. Jekyll
- Phil Silvers in Un pizzico di fortuna
- Russell Simpson in Mr. Smith va a Washington
- Walter Slezak in Tempeste sul Congo
- Douglas Spencer in Il cavaliere della valle solitaria, La magnifica preda
- Hanley Stafford in La ninna nanna di Broadway
- Milburn Stone in La città atomica
- Leonard Strong in Le chiavi del paradiso
- Donald Stuart in Lo spettro di Canterville
- Slim Summerville in All'ovest niente di nuovo
- Joseph Sweeney in L'uomo dal vestito grigio
- Henry Taylor in Sono innocente
- Jean Tissier in Papà, mammà, la cameriera ed io...
- Spencer Tracy in Il vecchio e il mare, La montagna
- Joe Turkel in Rapina a mano armata
- Edward Underdown in Le cinque chiavi del terrore
- Antonio Vico in Marcellino pane e vino
- Henri Virlojeux in Il ladro della Gioconda
- Clifton Webb in Il molto onorevole Mr. Pennypacker, Storia cinese
- Ned Wever in Anatomia di un omicidio
- Chill Wills in Il fuggiasco di Santa Fè, La città che non dorme
- Geoffrey Wilkinson in L'isola del tesoro
- Rhys Williams in L'ispettore generale
- Ernesto Almirante in 11 uomini e un pallone, Lo sceicco bianco
- Ignazio Balsamo in Il conquistatore di Corinto
- Gino Bianchi in Fiori d'arancio
- Arturo Bragaglia in Il ritorno di don Camillo, Gente felice
- Giulio Calì in Il mulino del Po
- Memmo Carotenuto in Processo contro ignoti, Bella non piangere
- Renato Chiantoni in Rigoletto e la sua tragedia
- Giuseppe Chinnici in Il segreto delle tre punte
- Claudio Ermelli in Nebbie sul mare
- Alessandro Fersen in Ulisse
- Eugenio Galadini in Per il gusto di uccidere
- Giuseppe Gaggero in Che tempi!
- Armando Guarneri in Il prezzo dell'onore
- Franco Gula in Dio perdona... io no!
- Guglielmo Inglese in Marisa la civetta
- Luciano Manara in Don Camillo
- Riccardo Mangano in Antonio di Padova
- Giulio Marchetti in Il boia di Venezia
- Luigi Moneta in Totò e Carolina
- Nino Musco in ...e per tetto un cielo di stelle
- Renato Navarrini in Cantami "Buongiorno tristezza"
- Marcello Pagliero in Roma città aperta
- Franco Pesce in Gli amori di Manon Lescaut, Non aspettare Django, spara
- Virgilio Riento in L'angelo bianco
- Umberto Spadaro in Don Camillo e l'onorevole Peppone
- Sergio Tofano in Fabiola
- Renato Trottolo in Ramon il messicano
- Osvaldo Valenti in La corona di ferro

- Voce narrante in Il più grande spettacolo del mondo

### Film d'animazione
- Mammolo in Biancaneve e i sette nani (ed. 1938)
- Dandy (Jim) Crow in Dumbo - L'elefante volante
- Bianconiglio in Alice nel paese delle meraviglie
- Whisky in Lilli e il vagabondo (ed. 1955)
- Scottie in La carica dei cento e uno
- Anacleto in La spada nella roccia
- Assurancetourix in Asterix il gallico
- Grillo Parlante in Un burattino di nome Pinocchio
- Amico Gufo in Bambi (ed. 1968)
- Capitano ne Le meravigliose avventure di Simbad